# لابزانگا
لابزانگا (به لاتین: Labbézanga) یک منطقهٔ مسکونی در مالی است که در استان گائو واقع شده‌است.